# Andy Boulton
Andy Boulton (Stoke-on-Trent, 22 februari 1973) is een Schotse dartsspeler die momenteel uitkomt voor de PDC. Hoewel hij geboren werd in Engeland en ook jarenlang uitkwam onder Engelse vlag, veranderde Boulton zijn loyaliteit van Engeland naar Schotland op verblijfsgrond.

## Carrière
Op 21 januari 2023 versloeg hij Martijn Dragt met 5-3 in de finale van Challenge Tour 3. Op 29 oktober van dat jaar ging hij met een uitslag van 5-4 langs Owen Bates in de finale van Challenge Tour 23. In 2024 probeerde hij via Q-School een Tour Card te bemachtigen, waar hij niet in slaagde. Boulton wist op de laatste finaledag van de Q-School 2025 wél een Tour Card te behalen, via de UK Q-School Order of Merit. Hierdoor verzekerde hij zich voor twee jaar van toegang tot het professionele circuit.

## Resultaten op Wereldkampioenschappen

### BDO
- 2008: Laatste 16 (verloren van Ted Hankey met 1-4)
- 2011: Laatste 32 (verloren van Robbie Green met 0-3)
- 2012: Laatste 32 (verloren van Scott Waites met 1-3)

### PDC
- 2016: Laatste 64 (verloren van Gary Anderson met 0-3)
- 2020: Laatste 96 (verloren van Danny Baggish met 2-3)
- 2021: Laatste 64 (verloren van Stephen Bunting met 2-3)